# Flora Gomes
Flora Gomes (Cadique, 31 de dezembro de 1949), nome artístico de Florentino Gomes, é um cineasta da Guiné-Bissau, pioneiro do cinema local e um dos mais representativos cineastas africanos. É conhecido pelo modo original de traçar retratos africanos recorrendo ao mito e à história actual, numa fusão de elementos com delicada carga poética e forte sentido universal.

## Biografia
Flora Gomes nasceu em 1949 na Guiné-Bissau, na vila de Cadique. 
Filho de pais iletrados, empenha-se desde criança, lutando contra toda a espécie de dificuldades, em superar a sua condição social de origem.  Conhece as adversidades que o sistema colonial português, gerido pela mão férrea de Salazar, impõe aos seus súbditos. Vê com admiração os líderes do seu país baterem-se de armas na mão contra a injustiça e não esconde a sua admiração por Amílcar Cabral, que, nas suas palavras, terá sido para com ele «como um pai». Conhece a dura experiência do exílio e, empenhado no seu próprio combate, estabelece laços de amizade com outros lutadores, não só os do seu país como com gente de Cabo Verde e de vários outros países africanos. 
Estuda Cinema em Cuba (1972) no Instituto Cubano de Artes e Cinematografia, sob a orientação de Santiago Alvarez.  Prossegue a sua aprendizagem no Senegal, no Jornal de Actualidades Cinematográficas Senegalesas, sob a direcção de Paulino Vieira  (Paulino Soumarou-Vieyra). Co-realiza dois filmes com Sérgio Pina. 
É assistente de Chris Marker e de Anita Fernandez. Regressado ao seu país, filma a sua independência (24 de Setembro de 1974), satisfazendo o desejo de Amílcar Cabral de serem os próprios guineenses a registar em película esse momento histórico.
A Guiné, que se liberta do jugo colonial, é visitada por repórteres e cineastas progressistas e, dados os conhecimentos já adquiridos nas lides de cinema, Flora Gomes é bastante solicitado para os ajudar, o que enriquece o seu saber. Trabalha no final da década como fotógrafo e operador de câmara, colaborando com o Ministério da Informação.
Realiza documentários históricos. A sua primeira longa-metragem de ficção é de 1987:  Mortu Nega, um filme que invoca a luta pela independência. A obra é exibida em vários festivais internacionais e Flora Gomes desperta a atenção de comentadores e críticos. Em França será acolhido de braços abertos, o que no futuro lhe permitirá reunir meios financeiros para a produção de novos filmes. Será distinguido neste país em 2000, com o título de «Chevalier des Arts et Lettres».
Participará e será premiado em festivais como os Veneza e Cannes, entre outros.  Dada a sua nacionalidade e o facto de vários dos seus filmes serem co-produções com Portugal, Flora Gomes ocupa ainda um lugar especial na história do cinema português.

## Prémios e Distinções
Foi condecorado pelo governo francês com a ordem Chevalier des Arts et des Lettres em 1996, dois anos antes recebeu a Medalha de Mérito da Cultura da Tunísia. 
Em 1992, Os Olhos Azuis de Yonta é galardoado com o Silver Alexandre no Festival de Cinema de Thessaloniki. 
Com o filme Nha fala, ganha em 2002 os Prémios Laterna Magica e Cittá Roma no Festival Internacional de Cinema de Veneza. 
É distinguido pela Universidade de Harvard com o Prémio McMillan-Stewart de Distinção em Cinema, pelo conjunto da sua obra, em 2021. 
A realizadora Maria João Rocha, realizou em 1995 o documentário Flora Gomes - Identificação de um País, no qual se debruça sobre a sua vida de obra. 
Foi uma das personalidades negras consideradas como as mais influentes pela revista Bantumen na lista Powerlist100 em 2021. 

## Filmografia
Entre a sua filmografia encontram-se: 
- 1976 – O Regresso de Cabral, documentário
- 1977 – A Reconstrução, documentário co-realizado com Sérgio Pina
- 1978 – Anos no Oça Luta,  documentário co-realizado com Sérgio Pina
- 1987  – Mortu Nega, etnoficção [15]
- 1992 – Os Olhos Azuis de Yonta [16]
- 1994 – A máscara, documentário
- 1996 – Po di Sangui, etnoficção [17]
- 2002 – Nha Fala
- 2007 – As duas faces da Guerra, documentário co-realizado com Diana Andringa [18]
- 2017 - O Vendedor de Histórias, ficção-documentário no qual aborda a questão dos direitos humanos [19]
- 2013 – República di Mininus [4]